# Materno Bossi

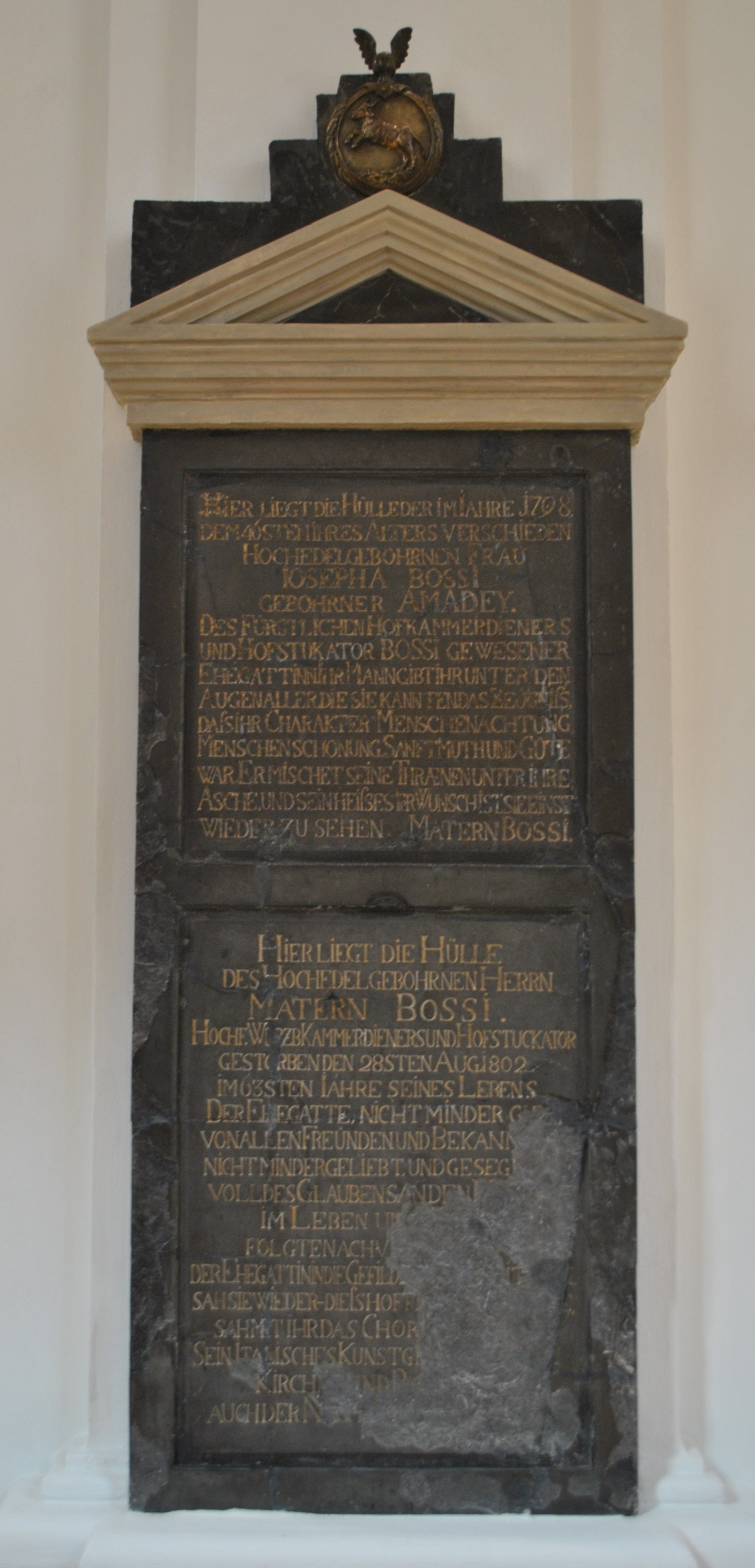
Das Epitaph des Materno Bossi in der Kirche St. Peter und Paul, Würzburg

Materno Bossi (* 18. Juli 1737 in Porto Ceresio, Lombardei; † 28. August 1802 in Würzburg) war ein italienischer Stuckateur und Ausstatter. Er wirkte insbesondere im Hochstift Würzburg und prägte hier den Barock und Frühklassizismus mit.

## Leben
Materno Bossi wurde am 18. Juli 1737 im lombardischen Porto Ceresio am Luganersee geboren. Er entstammte einer Stuckatorenfamilie, die mehrere bekannte Mitglieder hervorbringen sollte. Der Beruf seines Vaters, Natale Bossi, ist allerdings ungeklärt. Maternos Mutter Clara Bossi hatte mehrere Kinder, von denen jedoch nicht alle das Erwachsenenalter erreichten. Materno Bossi begann wohl bereits in frühester Jugend eine Lehre zum Stuckateur, die Quellen schweigen jedoch über diese Ausbildung. Er heiratete Josepha Amadei
Mit 18 Jahren begleitete er dann seinen jüngeren Bruder Augustin, ein Stuckateur wie er, über die Alpen nach Würzburg. In Deutschland arbeiteten bereits der ältere Bruder Ludovico als Hofstuckateur des Herzogs Carl Eugen von Württemberg, sowie der Onkel Antonio Bossi, der beim Fürstbischof von Würzburg angestellt war. Letztgenannter wurde wohl der Meister der ankommenden Verwandten. Zumindest bis 1757 lernte Materno bei seinem Onkel, wobei die genaue Zeit unklar ist.
Nach dem Abschluss seiner Ausbildung ging Bossi auf Wanderschaft. Im Jahr 1759 besuchte er wohl die Baustelle des italienischen Baus der Bayreuther Residenz. 1762 ist er in Stuttgart nachgewiesen. Er wurde hier als Trauzeuge des Bruders Ludovico genannt. Hier übernahm er erstmals auch die Pflichten eines Stuckateurmeisters. Ebenso arbeitete Materno beim Bau des Bruders in Ludwigsburg mit, wo dieser das Seeschloss Monrepos stuckierte.

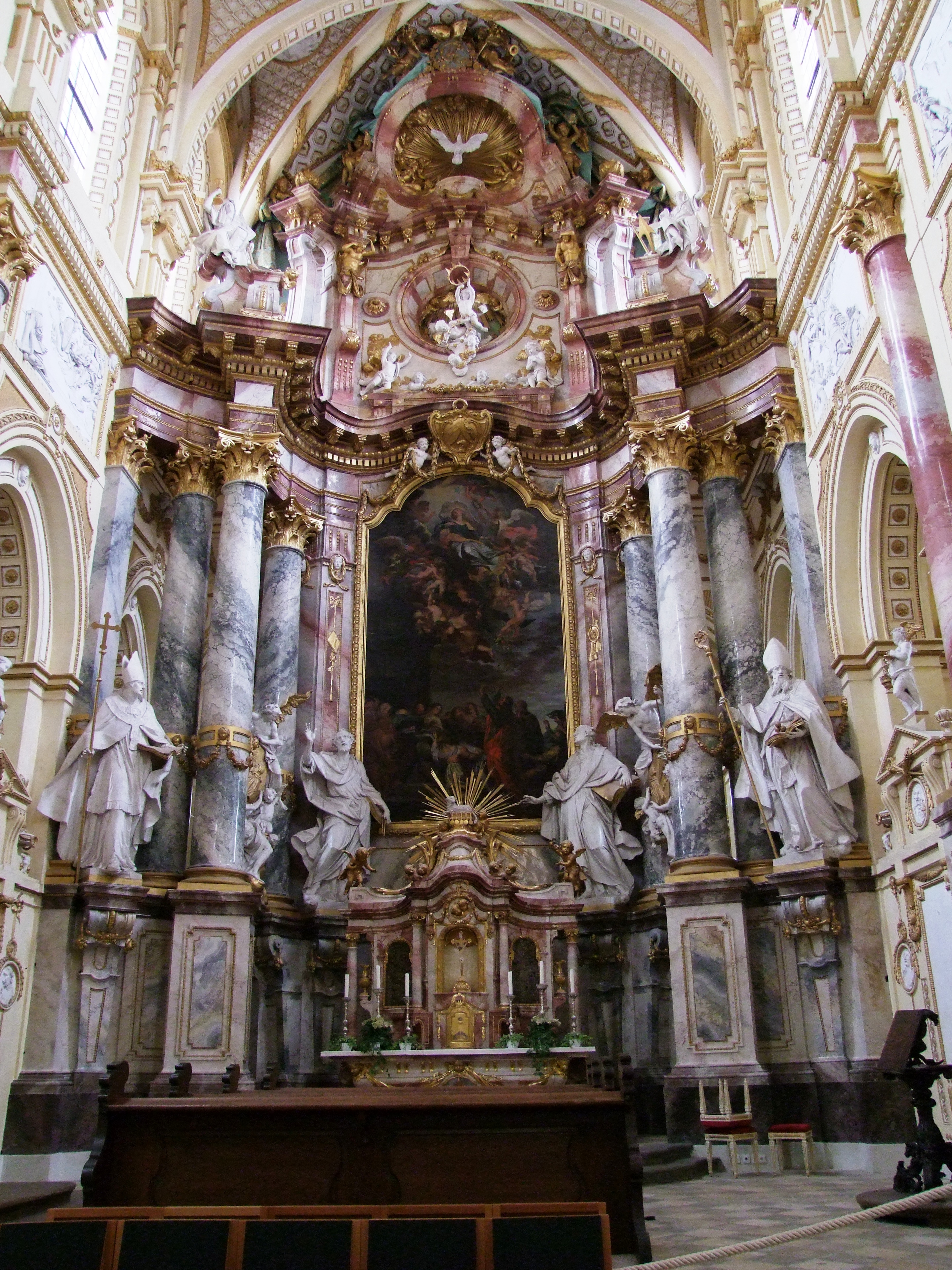
Materno Bossi: Hochaltar, Abteikirche der ehemaligen Zisterzienserabtei, Ebrach.

Zusammen mit dem Bruder reiste er danach wiederum nach Würzburg. Das Treppenhaus der neuerbauten Residenz sollte stuckiert werden und die italienischen Meister waren hierfür bestens geeignet. Im Jahr 1766 verließ Ludovico Bossi Würzburg, sein kleiner Bruder Materno aber blieb. Der Fürstbischof Adam Friedrich von Seinsheim verpflichtete daraufhin 1767 den jüngeren Bossi für weitere Stuckarbeiten an seiner Stadtresidenz.
Die Zufriedenheit des Bischofs führte am 14. September 1769 dazu, dass Materno Bossi zum offiziellen Hofstuckateur des Fürstbischofs ernannt wurde. Zwei Jahre später, 1771, ehelichte Bossi die Würzburgerin Agnes Amadey, Tochter des fürstbischöflichen Hofkonditors. Die Ehe, Agnes starb 1798, blieb kinderlos. Der Schwiegervater vermachte den Frischvermählten außerdem ein Haus in der Nähe des Stift Haugs. Bereits 1784 erwarb das Ehepaar ein eigenes in der heutigen Theaterstraße, da Materno 1778 zusätzlich noch zum Kammerdiener ernannt worden war.
Die Ernennung zum Hofstuckateur war ebenso mit einer Vielzahl an Aufträgen verbunden. In erster Linie war Materno Bossi für die Stuckierung der Profanbauten des Hochstifts zuständig. Zusätzlich arbeitete er auch für adelige Privatpersonen und die vielen Mönchsorden. Im Jahr 1789 stuckierte Bossi die Kirche des Juliusspitals, zuvor hatte er bereits die Stuckzier im Würzburger Käppele angebracht. Er arbeitete außerdem im Deutschordensschloss in Mergentheim und im Garten des Lustschlosses in Veitshöchheim.
Obwohl Materno Bossi alle Aufträge aus den Hochstiften Würzburg und Bamberg erhielt, wurde er erst im Jahr 1793 Bürger der unterfränkischen Residenzstadt. Zwei Jahre später, 1795, begann mit dem Amtsantritt von Bischof Georg Karl von Fechenbach jedoch der Abstieg des italienischen Künstlers. Jüngere und moderne Stuckateure hatten ihm den Rang abgelaufen. Materno Bossi starb am 28. August 1802 in Würzburg.

## Werke (Auswahl)
Da die meisten Werke des Materno Bossi nicht signiert wurden, erfolgt die Einordnung lediglich über archivalische Quellen. Die Zuordnung zum ₠uvre des Italieners wird zusätzlich noch durch die Tatsache erschwert, dass die Werkstatt neben Materno und seinen Mitarbeitern auch aus seinem jüngeren Bruder Augustin bestand.
| Ort                      | Jahr      | Werk                                                                                | Anmerkungen                                       |
| ------------------------ | --------- | ----------------------------------------------------------------------------------- | ------------------------------------------------- |
| Amerdingen               | 1789–1790 | Schloss Amerdingen: Stuckzier                                                       |                                                   |
| Ansbach                  | 1779–1780 | Katholischer Betsaal: Stuck, Hochaltar, Kanzel                                      | lediglich zugeschrieben                           |
| Aub                      | 1773      | Schloss Aub: Stuck, Ausstattung, fast vollständig zerstört                          |                                                   |
| Aub                      | 1773      | Mariä Himmelfahrt: Ölberg                                                           | lediglich zugeschrieben                           |
| Bad Bocklet              | um 1788   | Fürstenbau: Stuckzier                                                               |                                                   |
| Bad Kissingen            | 1774–1777 | St. Jakobus: Stuckzier, Hochaltar, Kanzel, Nebenaltäre                              |                                                   |
| Bad Mergentheim          | 1780      | Schloss Mergentheim: Kapitelsaal des Deutschen Ordens                               |                                                   |
| Bamberg                  | 1772–1773 | Neue Residenz: Zwei Vorzimmer                                                       |                                                   |
| Bamberg                  | 1792–1793 | St. Martin (Bamberg): Tabernakel, Antependium                                       |                                                   |
| Dettelbach               | 1778–1779 | Maria im Sand: Gnadenaltar                                                          | lediglich zugeschrieben                           |
| Ebrach                   | 1773–1791 | Kloster Ebrach: Stuckzier, Ausstattung                                              |                                                   |
| Eichstätt                | 1781/1782 | Hof Walderdorff: Stuckzier in der Beletage                                          | lediglich zugeschrieben                           |
| Forchheim                | 1775      | Oberamtshaus: Stuckzier                                                             |                                                   |
| Fuchsstadt               | 1767–1769 | Mariä Himmelfahrt: Stuckzier, Altäre und Kanzel                                     | Neubau 1751 bis 1766 durch Johann Michael Fischer |
| Gaukönigshofen           | 1776–1777 | Schutzengelkirche: Stuck, Modernisierung der Altäre                                 |                                                   |
| Hausen (Bad Kissingen)   | 1772–1776 | Obere Saline: Kapelle, Stuckzier, fast vollständig zerstört                         |                                                   |
| Heidenfeld               | 1783–1784 | Kloster Heidenfeld: Stuck und Ausstattung, zerstört                                 | lediglich zugeschrieben                           |
| Kirchheim (Unterfranken) | 1790–1796 | St. Michael: Stuckzier, Hochaltar, Seitenaltäre, Kanzel                             |                                                   |
| Kitzingen                | 1793–1794 | St. Johannes: Kanzel                                                                |                                                   |
| Memmelsdorf              | 1770–1775 | Schloss Seehof: Grotte, zerstört; Theater; Gartenhaus                               |                                                   |
| Saal an der Saale        | 1777      | Mariä Heimsuchung: Entwurf Kirchenausstattung, nicht ausgeführt                     |                                                   |
| Triefenstein             | 1784–1786 | Kloster Triefenstein: Stuck und Ausstattung                                         |                                                   |
| Veitshöchheim            | 1771–1774 | Schlosspark Veitshöchheim: Gartenpavillon, zerstört; Grottenhaus; Kaskade, zerstört |                                                   |
| Vierzehnheiligen         | nach 1774 | Kloster Vierzehnheiligen: Entwurf der Kanzel                                        | lediglich zugeschrieben                           |
| Werneck                  | um 1793   | Schloss Werneck: Kanzel der Schlosskapelle                                          | lediglich zugeschrieben                           |
| Wipfeld                  | 1786–1787 | St. Johannes Baptist: Stuckzier, Hochaltar                                          |                                                   |
| Würzburg                 | 1767–1768 | Residenz: 2. Gastzimmer, zerstört und rekonstruiert                                 |                                                   |
| Würzburg                 | 1769–1770 | Residenz: Grünlackiertes Zimmer, zerstört und rekonstruiert; Ofen im Weißen Saal    |                                                   |
| Würzburg                 | 1770–1771 | Residenz: Opernsaal, Bühenaufbau, zerstört; Fürstensaal, zerstört und rekonstruiert |                                                   |
| Würzburg                 | 1772–1774 | St. Michael: Ausstattung, zerstört; Stuck; Kanzel                                   |                                                   |
| Würzburg                 | 1774      | Hofkirche St. Michael: Kanzel                                                       |                                                   |
| Würzburg                 | nach 1774 | Klosterkirche Kreuzauffindung: Entwurf der Kanzel, zerstört                         | lediglich zugeschrieben                           |
| Würzburg                 | 1776–1779 | Residenz: Ingelheim-Zimmer, zerstört und rekonstruiert; Stuckzier; Tüncherarbeiten  |                                                   |
| Würzburg                 | 1777      | Residenz: Kaminecken in Opernzimmer, zerstört                                       |                                                   |
| Würzburg                 | um 1780   | Blasiusgasse 9, Festsaal: Stuckzier, zerstört                                       | lediglich zugeschrieben                           |
| Würzburg                 | 1780      | Residenz, Gesandtenbau: Stuck Treppenhaus, Saal, 4 Zimmern, zerstört                |                                                   |
| Würzburg                 | 1785–1788 | Käppele: Entwurf der Stuckzier                                                      | lediglich zugeschrieben                           |
| Würzburg                 | 1789–1790 | St. Stephan: Entwurf der Stuckzier                                                  | lediglich zugeschrieben                           |
| Würzburg                 | 1796–1798 | St. Michael: Chorstuck, Altäre                                                      |                                                   |
| Zellingen                | 1787–1788 | St. Georg: Stuckzier, 3 Altäre, Kanzel                                              |                                                   |